# Политические партии Азербайджана
Длительное время правящей партией в политической истории современного Азербайджана является пропрезидентская политическая партия — партия «Новый Азербайджан». Начиная с 1995 года её представители занимают большинство мест в Милли Меджлисе. В конце марта 2005 года председателем партии стал президент страны Ильхам Алиев, сменивший на этом посту своего отца, Гейдара Алиева, скончавшегося в 2003 году, который в своё время был её основателем.

## Общие сведения
Несмотря на то, что после второго прихода к власти Гейдара Алиева в 1993 году наметилась политическая стабильность в стране, режим, установленный Гейдаром Алиевым в Азербайджане, характеризуется оппозицией как диктаторский
или авторитарный
и репрессивный.
При жизни Гейдара Алиева в стране развился культ его личности. В дальнейшем, при президентстве Ильхама Алиева, эти масштабы только усилились.
Оппозиционные партии разрешены. Однако, у них практически нет реальных шансов прийти к власти. Тем не менее оппозиция проводит регулярные митинги в Баку, обычно на площади перед бывшим кинотеатром «Гялябя» («Победа»), которые зачастую заканчиваются стычками с полицией. После Оранжевой революции оранжевый цвет был принят и азербайджанскими оппозиционерами. 
Объединённая оппозиция (блок «Азадлыг» («Свобода»), блок «YeS — Новая политика» и «Движение национального единства») представлена в парламенте буквально несколькими депутатами. 
Выступая 2 декабря 2005 на открытии сессии парламента после ноябрьских выборов, президент Азербайджана Ильхам Алиев заявил, что в Азербайджане нет предпосылок для «оранжевых революций».
По состоянию на 2018 год в Азербайджане была официально зарегистрирована 61 политическая партия.
На июль 2024 года в Азербайджане зарегистрированы 26 политических партий.
На парламентских выборах  2024 года впервые приняли участие 25 из 26 политических партий.

## Список партий
На июль 2024 года в Азербайджане действуют:
| №  | Партия                                               |
| -- | ---------------------------------------------------- |
| 1  | Народная партия Азербайджана                         |
| 2  | Демократическая партия Азербайджана                  |
| 3  | Партия национального фронта                          |
| 4  | Партия справедливости, права, демократии             |
| 5  | Партия национальной независимости Азербайджана       |
| 6  | Партия «Великий Азербайджан»                         |
| 7  | Аг партия                                            |
| 8  | Республиканская альтернатива                         |
| 9  | Партия гражданской солидарности                      |
| 10 | Новый Азербайджан                                    |
| 11 | Партия надежды Азербайджана                          |
| 12 | Партия великого строительства Азербайджана           |
| 13 | Партия демократических преобразований Азербайджана   |
| 14 | Родина                                               |
| 15 | Мусават                                              |
| 16 | Партия классического народного фронта                |
| 17 | Свободная Родина                                     |
| 18 | Движение национального возрождения                   |
| 19 | Новое время                                          |
| 20 | Право и справедливость                               |
| 21 | Современный Мусават                                  |
| 22 | Демократическая просветительская партия Азербайджана |
| 23 | Будущий Азербайджан                                  |
| 24 | Единство                                             |
| 25 | Партия Справедливости                                |

## Запрещенные партий
- Исламская партия Азербайджана

## Список официально зарегистрированных партий на 2018 год
| №  | Партия                                                     | Дата основания     |
| -- | ---------------------------------------------------------- | ------------------ |
| 1  | Партия национальной независимости Азербайджана             | 17 июля 1992       |
| 2  | Партия возрождения и прогресса Азербайджана                | 24 июля 1992       |
| 3  | Народно-демократическая партия Азербайджана                | 11 августа 1992    |
| 4  | Партия Родины                                              | 11 августа 1992    |
| 5  | Национально-демократическая партия познания                | 11 августа 1992    |
| 6  | Крестьянская партия Азербайджана                           | 23 сентября 1992   |
| 7  | Партия гражданской солидарности                            | 3 ноября 1992      |
| 8  | Партия Мусават                                             | 8 декабря 1992     |
| 9  | Партия единства                                            | 18 декабря 1992    |
| 10 | Партия "Новый Азербайджан"                                 | 18 декабря 1992    |
| 11 | Партия национального единства Азербайджана                 | 13 января 1993     |
| 12 | Объединенная партия Азербайджана                           | 13 января 1993     |
| 13 | Всемирная партия демократического Азербайджана             | 10 февраля 1993    |
| 14 | Независимая Азербайджанская Партия                         | 10 февраля 1993    |
| 15 | Партия национального спасения                              | 3 марта 1993       |
| 16 | Соотечественники Азербайджана                              | 12 марта 1993      |
| 17 | Партия надежды Азербайджана                                | 5 мая 1993         |
| 18 | Партия "Горгуд"                                            | 10 ноября 1993     |
| 19 | Партия Национального Движения Азербайджана                 | 2 марта 1994       |
| 20 | Коммунистическая партия Азербайджана                       | 2 марта 1994       |
| 21 | Партия национальной государственности Азербайджана         | 12 октября 10 1994 |
| 22 | Партия патриотов Азербайджана                              | 12 октября 1994    |
| 23 | Азербайджанская партия демократических предпринимателей    | 17 мая 1994        |
| 24 | Партия Альянса во имя Азербайджана                         | 22 июня 1995       |
| 25 | Партия Демократического просвещения Азербайджана           | 4 августа 1995     |
| 26 | Партия социального обеспечения Азербайджана                | 4 августа 1995     |
| 27 | Либеральная партия Азербайджана                            | 14 августа 1995    |
| 28 | Социал-демократическая партия Азербайджана                 | 1 сентября 1995    |
| 29 | Партия Народного Фронта Азербайджана                       | 1 сентября 1995    |
| 30 | Объединенная Коммунистическая Партия Азербайджана          | 19 сентября 1995   |
| 31 | Партия социальной справедливости                           | 11 декабря 1998    |
| 32 | Национальная конвенция                                     | 11 декабря 1998    |
| 33 | Партия единства                                            | 11 декабря 1998    |
| 34 | Партия республиканцев Азербайджана                         | 9 июля 1999        |
| 35 | Азербайджанская Народная Партия                            | 9 июля 1999        |
| 36 | Либерально-демократическая партия Азербайджана             | 9 июля 1999        |
| 37 | Азербайджанская Демократическая Партия                     | 3 февраля 2000     |
| 38 | Партия «Азербайджанские бойцы»                             | 27 мая 2000        |
| 39 | Партия справедливости                                      | 8 мая 2002         |
| 40 | Партия национального единства                              | 8 мая 2002         |
| 41 | Партия Современная Мусават                                 | 8 мая 2002         |
| 42 | Партия свободных республиканцев Азербайджана               | 8 мая 2002         |
| 43 | Партия Великого Возрождения                                | 12 августа 2005    |
| 44 | Партия свободы                                             | 12 августа 2005    |
| 45 | Азербайджанская политическая партия демократических реформ | 12 августа 2005    |
| 46 | Партия Народного Фронта всего Азербайджана                 | 12 августа 2005    |
| 47 | Партия прогресса Азербайджана                              | 12 августа 2005    |
| 48 | Партия Великого Азербайджана                               | 12 августа 2005    |
| 49 | Партия эволюции Азербайджана                               | 12 августа 2005    |
| 50 | Партия Гражданского Союза                                  | 12 августа 2005    |
| 51 | Классический Народный Фронт Азербайджана                   | 31 января 2007     |
| 52 | Партия "Граждане и развитие"                               | 10 августа 2007    |
| 53 | Национально-демократическая партия Азербайджана            | 24 декабря 2008    |
| 54 | Партия интеллектуалов                                      | 19 ноября 2009     |
| 55 | Партия национального возрождения                           | 31 мая 2011        |
| 56 | Партия "Республиканская Альтернатива"                      | 1 сентября 2020    |
| 57 | Социалистическая партия Азербайджана                       | Апрель 2008        |
| 58 | Национальное единство                                      |                    |